# Bernolákovo
Bernolákovo (do roku 1948 Čeklís, maďarsky Cseklész, německy Landschütz, Tantschitz) je obec na jihozápadním Slovensku v okrese Senec. V obci se nachází římskokatolický kostel svatého Štěpána Krále a kaplička svaté Anny. Žije zde přibližně 8 800 obyvatel. Vesnicí protéká řeka Čierna voda.

## Historie
Území Bernolákova bylo osídleno už v období neolitu a v starší době bronzové. Více hmotných památek pochází z 8. století z období slovansko-avarského soužití.
První písemné prameny pocházejí z roku 1209. V tomto roce král Ondřej II. Uherský daroval správci Šebešovi obec i panství Svätý Jur, kterého součástí byla i dědina Ceki (dnešní Bernolákovo). Už v roce 1216 nesla obec jméno Cheki. V tomto období se na území dnešního Bernolákova nalézaly osady Čeki a Lužnica. Obě osady se později spojily a postupně se měnil i název obce (Cseklész, Checlez, Cheklez, Čeklýs, Čeklís).
Nad obcí se tyčí vršek Várdomb s vodárenskou věží a pozůstatky hradu Čeklís. Počátkem 16. století měla obec v pečeti tři lilie. Tehdy se také používalo krátkodobě pojmenování Drei Lilien Stadt, čili Město tří lilií. V roce 1523 obdržela obec první výsadní listinu, ale městysem se stala až v rozpětí let 1606–1630. 
V dalším období byla vesnice spojena s rodem Esterházyů. V roce 1766 byl jejich hostem uherský královský dvůr. Ve stejném roce zde panovnice císařovna Marie Terezie zřídila první manufakturu – kartounku.
V letech 1938 až 1945 se obec na základě První vídeňské arbitráže stala součástí Maďarska.
Významnou historickou kapitolou obce bylo působení mladého katolického kněze Antona Bernoláka v letech 1787–1791. Byl představitelem mladé slovenské inteligence, která se snažila o pozdvižení slovenského národa i jeho jazyka. Nejvýznamnějším činem Antona Bernoláka byla kodifikace spisovné slovenštiny v roce 1787. Dne 10. října 1937 zde byl odhalen jeho pomník a od roku 1948 byla vesnice na jeho počest přejmenována na Bernolákovo.

## Pamětihodnosti
- Kostel svatého Štěpána byl postaven v gotickém slohu ve 14. století. V letech 1764–1773 byl přestavěn. Zasvěcen je svatému Štěpánovi Králi.
- Hrabě Jozef Esterházy dal v letech 1714–1722 postavit bernolákovský zámek. Jeho monumentální architektura byla ovlivněna vídeňským barokem. Autorem projektu byl pravděpodobně rakouský architekt Johann Bernhard Fischer. Později, v první polovině 18. století byly provedeny menší úpravy architektem Jakobem Fellnerem.[3] Před zámek stojí mariánský sloup z poloviny 18. století.[4] V okolí zámku se rozprostírá památkově chráněný zámecký park ve stylu francouzské zahrady. V parku stojí barokní kaple svaté Anny z roku 1724.[3]
- Ze 17. století se dochoval pranýř.

## Osobnosti
- Jozef Kuchár, slovenský herec a zpěvák
- Ján Popluhár, bývalý československý reprezentant, fotbalista 20. století na Slovensku
- Laco Déczi, slovenský jazzový hudebník
- Július Binder, projektant a manažer

## Fotogalerie

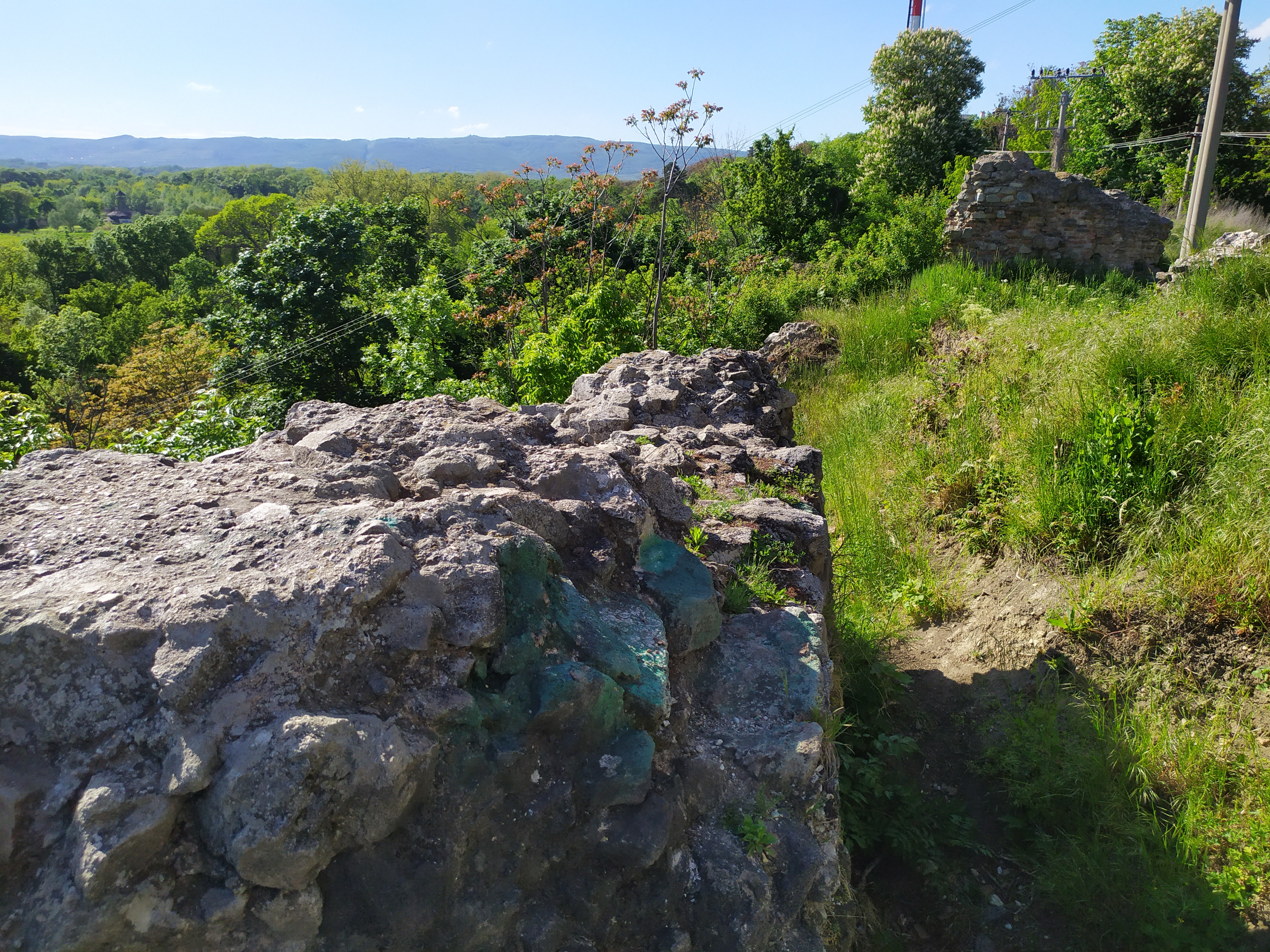
Zřícenina hradu Čeklís
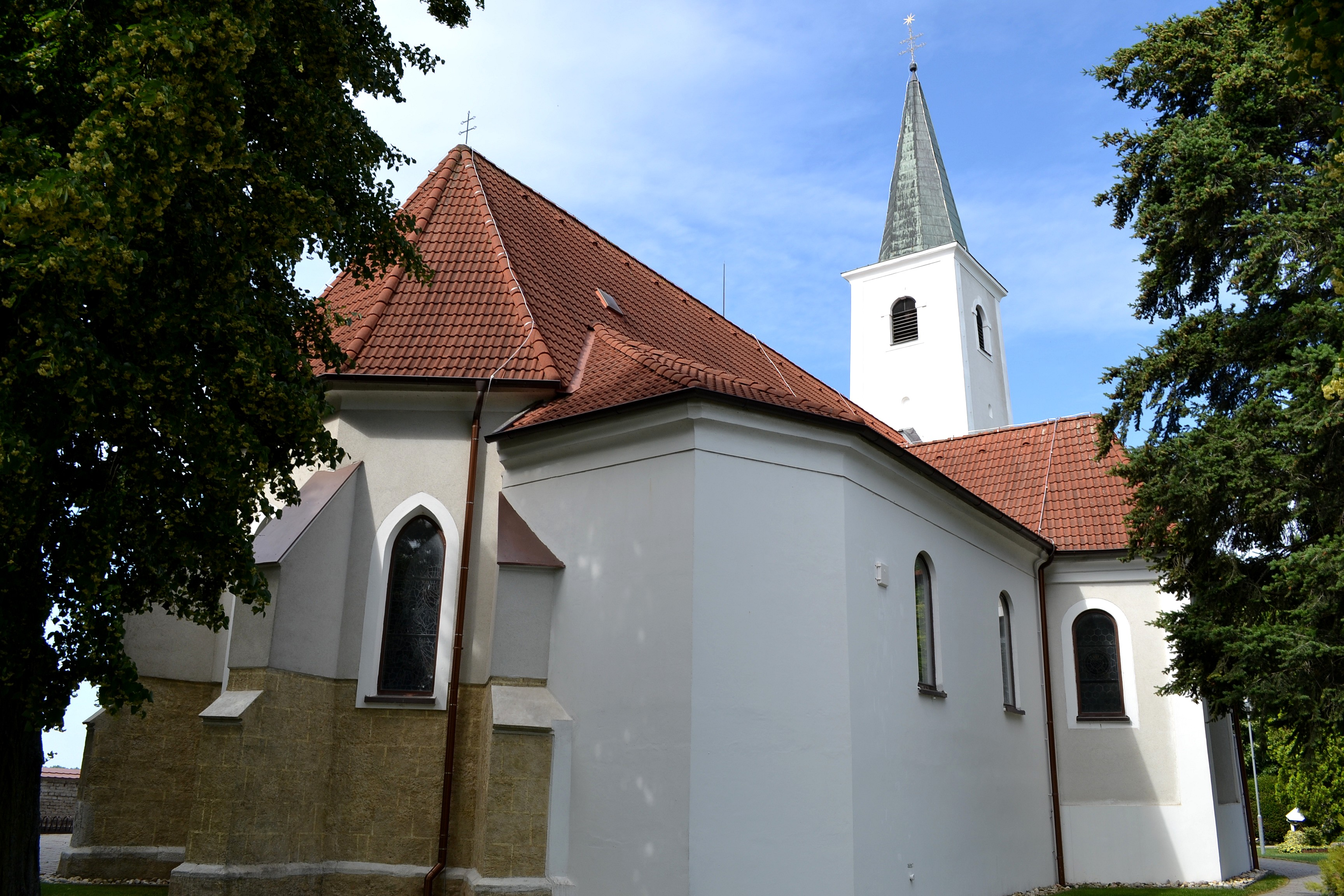
Kostel svatého Štěpána
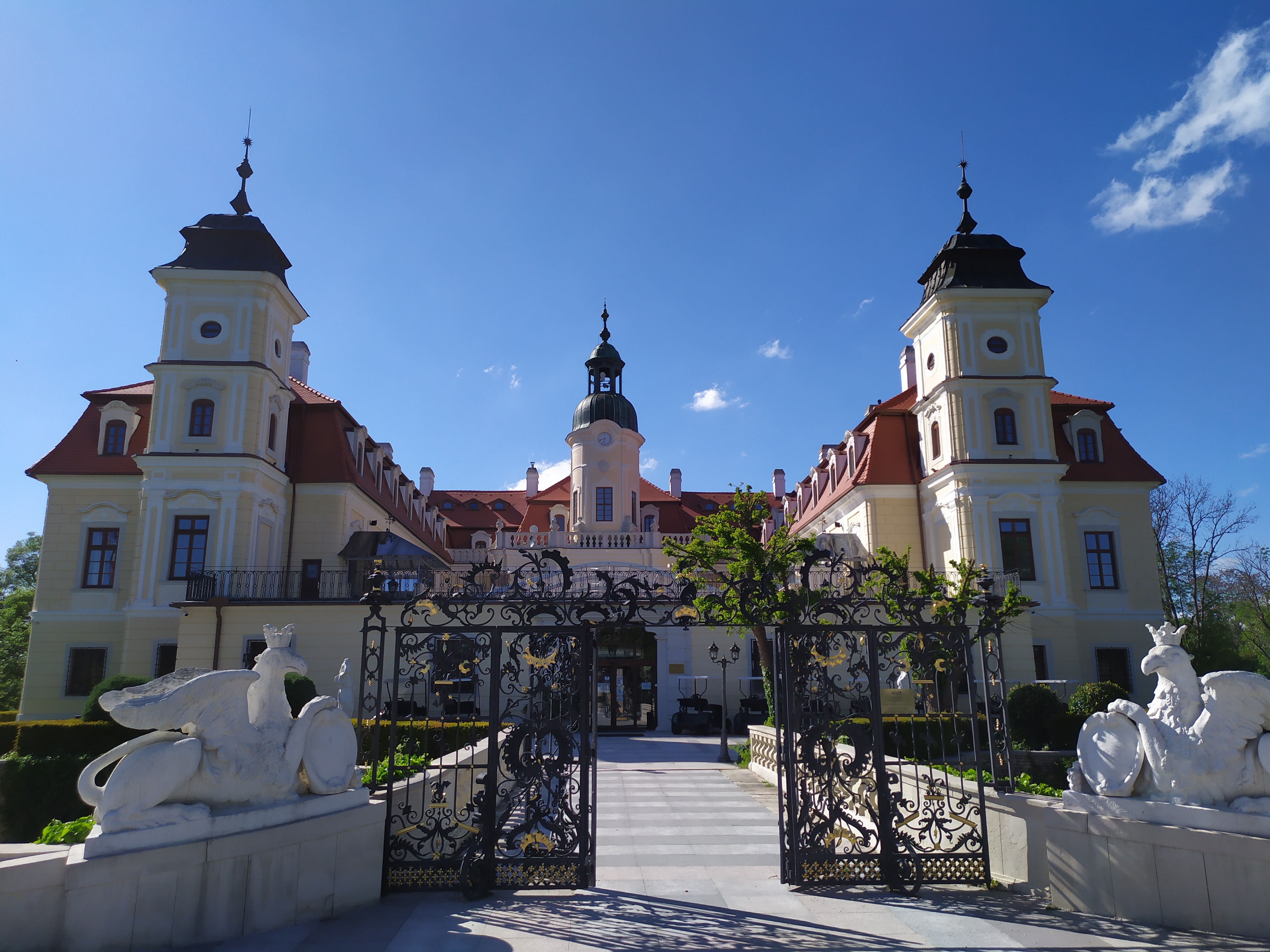
Zámek
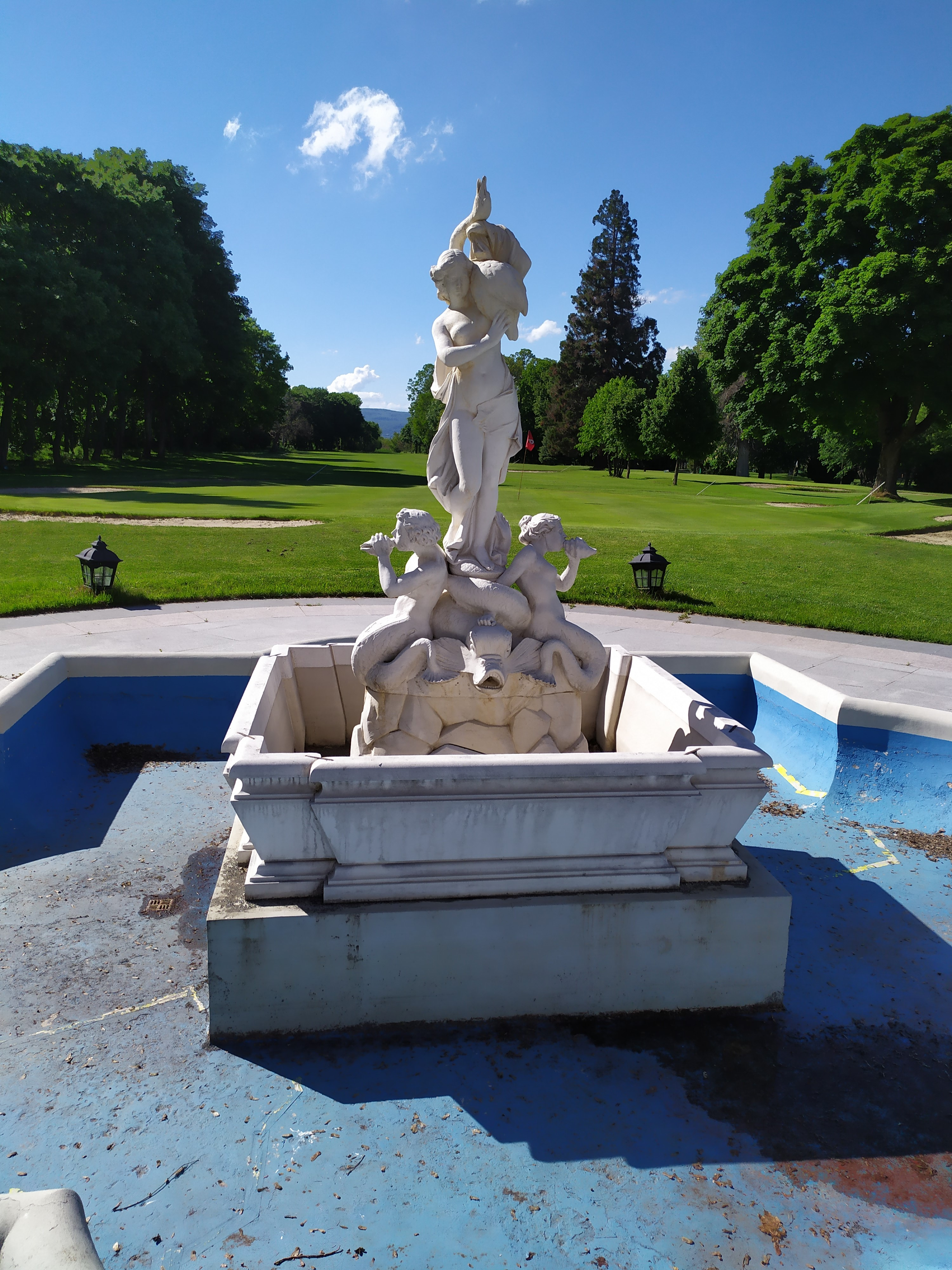
Zámecký park
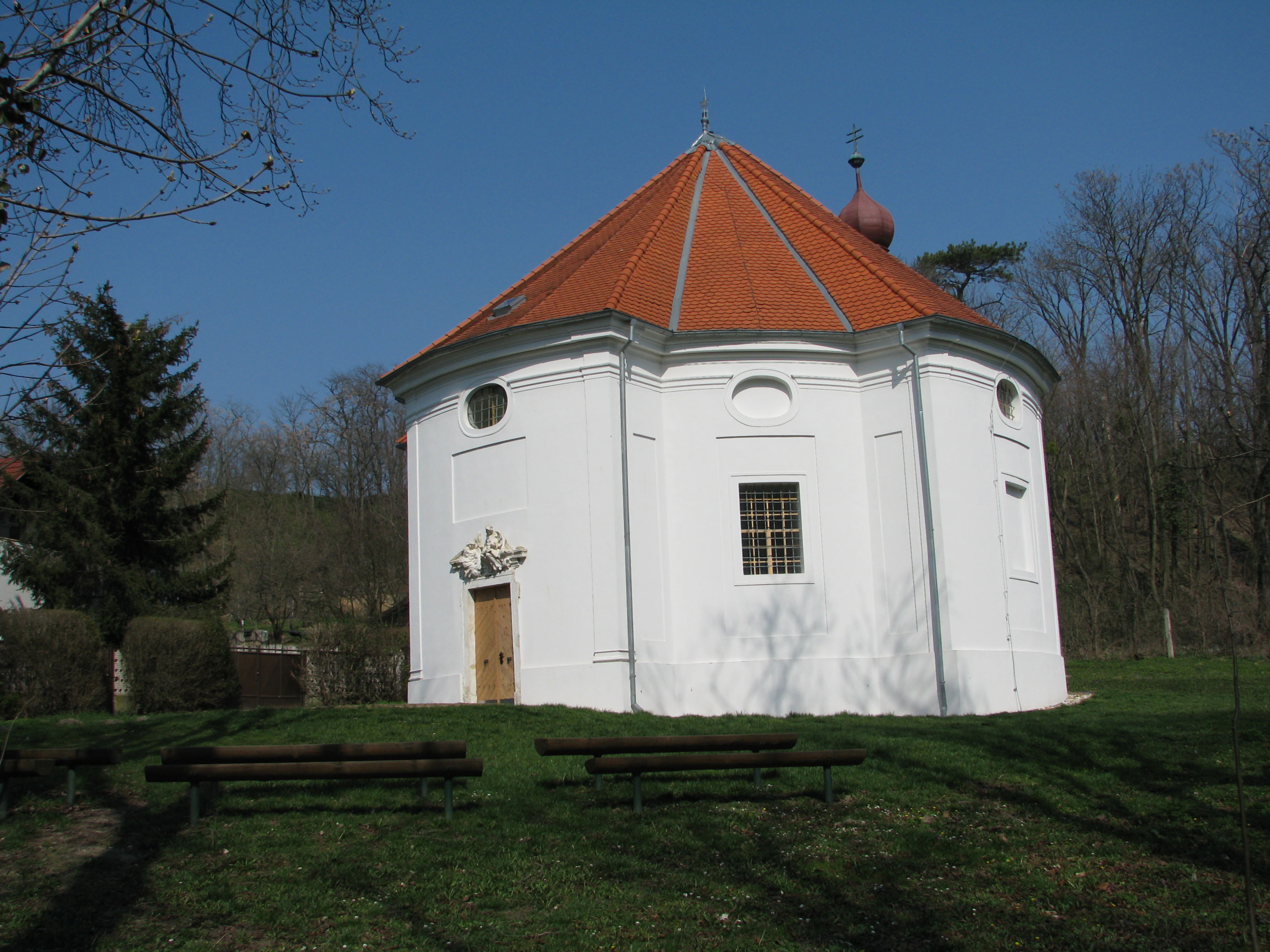
Kaple svaté Anny
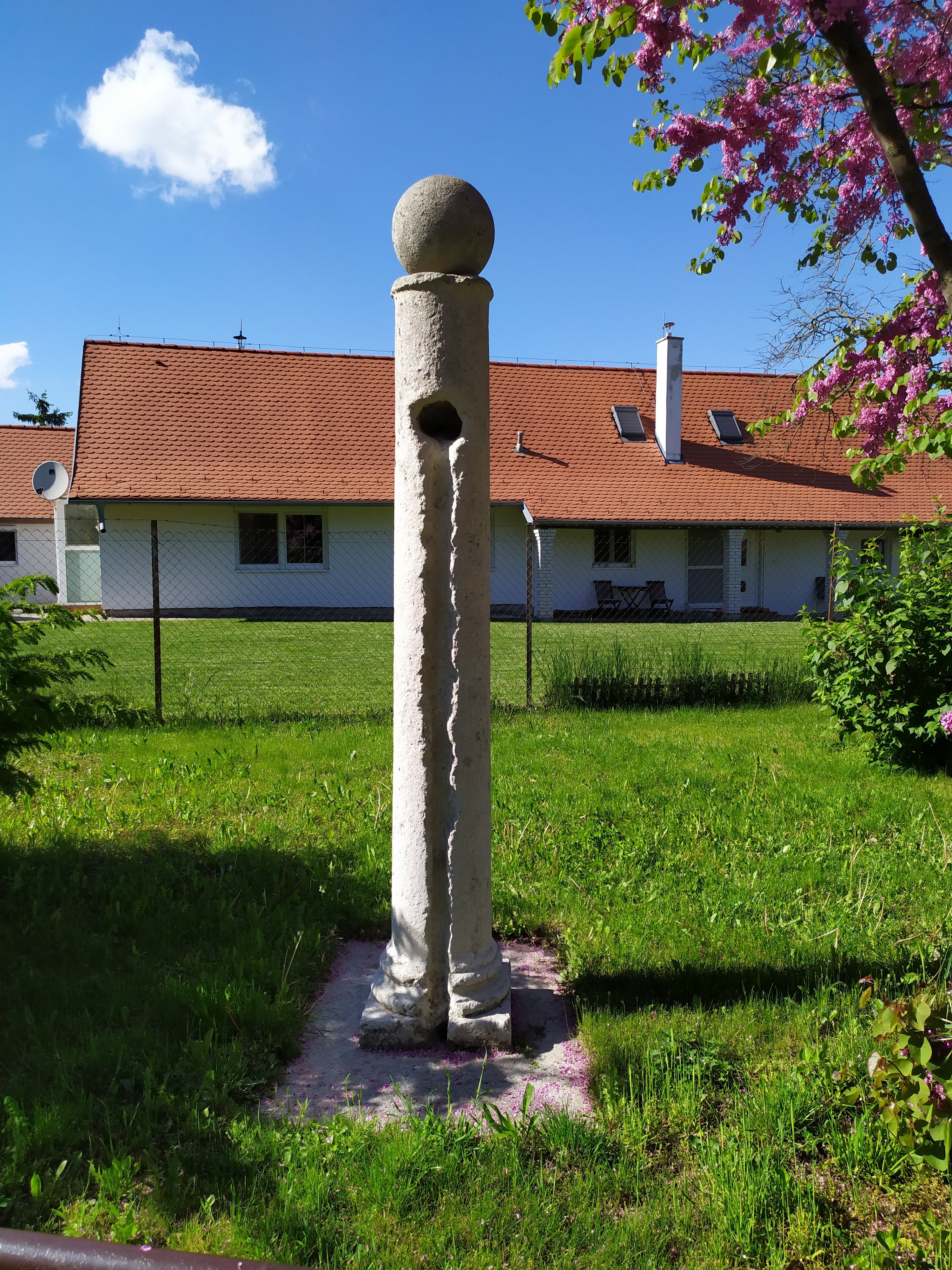
Pranýř